# Copromorphidae
Copromorphidae (лат.) — семейство молевидных отряда чешуекрылых.

## Распространение
Повсеместно, кроме северных регионов Палеарктики. Более 20 видов рода Copromorpha представлены в Индо-Австралийском регионе.

## Описание
Мелкие и средние (размах крыльев около 20 мм) молевидные бабочки буровато-серой окраски, напоминающие в покое птичий помёт (название семейства означает «похожие на навоз»; от греч. κόπρος — навоз). Гусеницы питаются растениями семейств вересковые, тутовые (Ficus) и барбарисовые. Аномальный род Isonomeutis хищничает на щитовках (Coccoidea; Margarodidae), обитающих на хвойных растениях Dacrydium cupressinum (подокарповые). Известен один ископаемый вид (Copromorpha fossilis Jarzembowski, 1980) из олигоценовых отложений Bembridge Marls (остров Уайт), с примерным возрастом 35 млн. лет.

## Систематика
Включает около 20 родов и 40 видов. Относится к надсемейству копроморфидовые (Copromorphoidea) вместе с семейством карпосиниды, или садовые моли (Carposinidae).
- Copromorpha Meyrick, 1886
  - =Trychnostola Turner, 1916
- Aegidomorpha Meyrick, 1932
- Cathelotis Meyrick, 1926
- Dryanassa Meyrick, 1936
- Ellabella Busck, 1925
  - =Probolacma Meyrick, 1927
- Endothamna Meyrick, 1922
- Lotisma Busck, 1909
- Neophylarcha Meyrick, 1926
- Ordrupia Busck, 1911
- Osidryas Meyrick, 1916
  - =Heterocrita Turner, 1913
- Phanerochersa Meyrick, 1926
- Phaulophara Turner, 1916
- Phycomorpha Meyrick, 1914
- Rhopalosetia Meyrick, 1926
- Rhynchoferella Strand, 1915
- Saridacma Meyrick, 1930
- Sisyroxena Meyrick, 1916
- Spilogenes Meyrick, 1938
- Syncamaris Meyrick, 1932
- Tanymecica Turner, 1916
- ?Isonomeutis Meyrick, 1888